# 張鐸 (嘉靖辛丑進士)
張鐸（1507年—？），字世鳴，又字叔鳴，南京留守後衛旗籍，直隸常熟縣人，明朝政治人物。

## 生平
嘉靖七年（1528年）戊子科應天府鄉試第五十一名舉人。嘉靖二十年（1541年）中式辛丑科會試第七十八名，登第三甲第一百五十九名進士。十一月改翰林院庶吉士，二十二年十一月授廣西道監察御史，二十五年巡按遼東，出为陕西布政使司左參議。

## 家族
曾祖張智；祖父張紳；父張湧，母陳氏。慈侍下。